# غداريات
الغداريات أو أسماك عقرب الدبور (الاسم العلمي: Apistidae)، فصيلة أسماك بحرية من عقربيات البحر. موطنها المحيط الهندي وغرب المحيط الهادئ. إنها أسماك صغيرة إلى حد ما تتراوح أطوالها من 15 سم (سمكة الدبور الحدباء) إلى 20 سم (غدارة جؤجؤية).